# グッドバイズ（ザ・サッデスト・ワード）
「グッドバイズ（ザ・サッデスト・ワード）」（英: Goodbye's (The Saddest Word)=さようならは 最も悲しい言葉）はセリーヌ・ディオンのアルバム『ア・ニュー・デイ・ハズ・カム』からの3枚目にして最後のコマーシャルシングル。2002年11月18日発売（日本未発売）。
作詞・作曲・プロデュースはロバート・ジョン・マット・ランジ。彼は過去にセリーヌ・ディオンのシングル「イフ・ウォールズ・クッド・トーク」も手がけており、彼の妻であるシャナイア・トゥエインはバックボーカルも務めた。
歌詞は子から母親に向けた最後の別れを歌っており、この「Goodbye」（さようなら）は母親に向けたものである。そのためミュージックビデオはディオンが歌詞を母親に向けた手紙として書くことで進行する。
そのミュージックビデオは2002年10月12日から13日にかけてクリス・アップルバウムの監督によりフランス・パリで撮影され、翌11月に各メディアで放映された。その後2006年には未公開シーンを含めた第2バージョンがインターネット上で出回った。この第2バージョンは第1バージョンと同じく2002年11月にクリス・アップルバウムの監督により制作されたが、未公開シーンはディオンの露出シーンが多くなっている。
このシングルのヨーロッパ版にはカップリングとして「オール・ビコーズ・オブ・ユー」が収録されている。この曲は他にアルバム『ア・ニュー・デイ・ハズ・カム』の2002年DVD付特別限定版DVD（日本未発売）にしか収録されていない。その他のカップリングには同時期に発売されたCD/DVD『VH1 Divas Las Vegas』を音源としたアナスタシアとのデュエット曲「ユー・ショック・ミー・オール・ナイト・ロング」も収録されている。
「グッドバイズ（ザ・サッデスト・ワード）」は2008年10月24日に発売されたベストアルバム『マイ・ラヴ：エッセンシャル・コレクション』（日本未発売）のヨーロッパ版に収録された。

## 収録曲
ヨーロッパ版CDシングル
1. 「グッドバイズ（ザ・サッデスト・ワード）」(radio edit) – 4:23
2. 「オール・ビコーズ・オブ・ユー」 – 3:30

ヨーロッパ版CDマキシシングル
1. 「グッドバイズ（ザ・サッデスト・ワード）」(radio edit) – 4:23
2. 「オール・ビコーズ・オブ・ユー」 – 3:30
3. 「ユー・ショック・ミー・オール・ナイト・ロング」(with Anastacia - live from VH1 Divas) – 3:51
4. 「ブルー・クリスマス」 – 3:50
5. 「グッドバイズ（ザ・サッデスト・ワード）」(video - live from the CBS TV special) – 4:43

イギリス版カセットマキシシングル
1. 「グッドバイズ（ザ・サッデスト・ワード）」(radio edit) – 4:23
2. 「ブルー・クリスマス」 – 3:50
3. 「オール・ザ・ウェイ」(with Frank Sinatra) – 3:53

イギリス版CDマキシシングル
1. 「グッドバイズ（ザ・サッデスト・ワード）」(radio edit) – 4:23
2. 「ブルー・クリスマス」 – 3:50
3. 「グッドバイズ（ザ・サッデスト・ワード）」(video - live from the CBS TV special) – 4:43

イギリス版CDマキシシングル#2
1. 「グッドバイズ（ザ・サッデスト・ワード）」 – 5:19
2. 「オール・ザ・ウェイ」(with Frank Sinatra) – 3:53
3. 「ユー・ショック・ミー・オール・ナイト・ロング」(with Anastacia - live from VH1 Divas) – 3:51

## 公式編曲版
1. 「グッドバイズ（ザ・サッデスト・ワード）」(ラジオ・エディト) – 4:23
2. 「グッドバイズ（ザ・サッデスト・ワード）」(アルバム・バージョン) – 5:19

## チャート
| チャート(2002年)                                           | 最高位 |
| ---------------------------------------------------------- | ------ |
| オーストリア・シングルチャート                             | 41     |
| ベルギー フランデレン地域圏・シングルチャート              | 39     |
| ベルギー ワロン地域圏・シングルチャート                    | 36     |
| カナダ・シングルチャート                                   | 67     |
| カナダ・アダルトコンテンポラリーチャート                   | 11     |
| オランダ・シングルチャート                                 | 38     |
| ドイツ・シングルチャート                                   | 56     |
| ハンガリー・シングルチャート                               | 15     |
| アイルランド・シングルチャート                             | 42     |
| イタリア・シングルチャート                                 | 30     |
| スウェーデン・シングルチャート                             | 45     |
| スイス・シングルチャート                                   | 35     |
| イギリス・シングルチャート                                 | 38     |
| アメリカ・ビルボードホットアダルトコンテンポラリートラック | 27     |